# Horik I.
Horik I. (auch Erik I., Horich oder Horik der Ältere) († 854), Sohn des Göttrik, regierte von 813 bis zu seinem gewaltsamen Tod 854 zunächst als einer von mehreren, ab 826/827 mutmaßlich als alleiniger dänischer Herrscher („König“) über Teile des heutigen Dänemark und Schonen. Seine Herrschaft war gekennzeichnet durch das Ringen mit Harald Klak um die Vorherrschaft im südlichen Jütland und mit den karolingischen Herrschern um die Oberhoheit im Norden, namentlich über die Friesen, Nordalbingier und Abodriten.
Nach der Ermordung Göttriks 810 folgte ihm Hemming als König über die an das Frankenreich angrenzenden Gebiete, und der schloss 811 mit Karl dem Großen einen Friedensvertrag, in dem die Eider als südliche Grenze des dänischen Einflussgebietes festgelegt wurde. Er vertrieb Horik I. und seine vier Brüder aus dem Land, verstarb aber bereits 812, was einen Erbfolgekrieg auslöste. An dessen Ende waren die ursprünglichen Kontrahenten gefallen und es standen sich Harald Klak und seine Brüder sowie die Söhne des Göttrik, angeführt von Horik I., als Anwärter auf den alleinigen Herrschertitel gegenüber. Der mit den Franken verbündete Harald Klak musste bereits 813 vor den Söhnen Göttriks fliehen, die mit einem großen Heer aus schwedischer Verbannung zurückgekehrt waren. Er entkam zunächst zu den Abodriten. Ein erster Versuch, mit fränkischer  Unterstützung an der Spitze eines abodritisch-sächsischem Heeres die Herrschaft zurückzuerobern, scheiterte 815 an der militärischen Überlegenheit Horiks.
Die fränkische Unterstützung für Harald Klak führte ab 819 zu einer vorübergehenden Herrschaftsteilung mit Horik I., doch zwang Horik I. den missliebigen Nebenbuhler um die Macht 826/827 erneut ins fränkische Exil. Zum Jahr 826 berichteten die Reichsannalen dann von einem Politikwechsel der Franken. Danach beschworen Horik I. und seine Brüder auf dem Reichstag zu Ingelheim pax et foedus, also Frieden und ein Freundschaftsbündnis. Der Begriff des foedus deutet dabei an, dass Horik die Franken als politische und militärische Macht anerkannte, während der Kaiser ihm von nun an Schutz zu gewähren hatte. Nach 830 stieg Horik I. zum dänischen Alleinherrscher auf. Seine Brüder scheinen um diese Zeit bereits verstorben zu sein. Gegenüber Ludwig dem Frommen machte er 838 einen Anspruch auf die Oberherrschaft über die Friesen und Abodriten geltend und verlangte, ihm deren Siedlungsgebiete zu Lehen zu geben.
Mit dem Horik I. zugeschriebenen Angriff auf Hamburg im Jahr 845 soll er neben wirtschaftlichen Interessen auch das politische Ziel einer Schwächung des fränkischen Einflusses auf Nordalbingien verfolgt haben. Die Franken entsandten nach dem Angriff auf Hamburg eine Abordnung unter Führung des Grafen Cobbo mit der Aufforderung, als Schadensersatz eine Sühnezahlung zu leisten und drohten 847 sogar mit Krieg, falls Horik die ständigen Überfälle auf fränkisches Territorium nicht verhindere. Denn nach fränkischer Vorstellung waren sämtliche Skandinavier Angehörige eines Stammes, über den Horik als rex regierte. Auf der Grundlage dieses Herrschaftsverständnisses gingen die Franken davon aus, dass Horik I. Angriffe und Überfälle auf fränkisches Gebiet anordnen und unterbinden könne. Horik seinerseits hatte anlässlich früherer Übergriffe schon 836 auf dem Reichstag zu Worms vergeblich versucht, die Karolinger davon zu überzeugen, für die Wikingerüberfälle auf die friesische Küste nicht verantwortlich zu sein. Die Geschehnisse wiederholten sich 838. Jetzt ließ Horik sogar erklären, er habe die für den Beutezug verantwortlichen Anführer hinrichten lassen. Kobbo berichtete später, er sei am Hof Horiks Augenzeuge eines Zusammentreffens von Horik I. mit dem legendären Ragnar Lodbrok („Ragenarius“) gewesen. Ragnar habe hochmütig von seinem erfolgreichen Überfall auf Paris berichtet und mit der Zerstörung des Klosters St. Germain-des-Prés geprahlt. Da Horik I. den Erzählungen Ragnar Lodbroks keinen Glauben schenkte, habe dieser zum Beweis einen Balken aus der Klosterkirche und das Schloss eines Tores aus der Stadtmauer von Paris präsentiert. Dieser Bericht Kobbos wird als Beleg dafür angesehen, dass Horik I. für den Überfall auf Paris nicht verantwortlich gewesen ist.
Um 850 gestattete Horik I. dem christlichen Missionar Ansgar die Errichtung einer Kirche in Hedeby.
Ab 850 war Horik I. gezwungen, die Herrschaft nach erbitterten Kämpfen mit zwei Neffen zu teilen. Ein weiterer Neffe, Gudurm, kehrte 854 aus der von Horik I. ausgesprochenen Verbannung zurück, in der er als Seeräuber gelebt hatte. Im Rahmen der folgenden militärischen Auseinandersetzungen mit Gudurm fanden Horik I. und alle Angehörigen seines Geschlechts bis auf seinen Nachfolger Horik II. den Tod.